# Monroe megye (Indiana)
Monroe megye az Amerikai Egyesült Államokban, azon belül Indiana államban található. Megyeszékhelye Bloomington, legnagyobb városa Bloomington. Lakosainak száma 139 718 fő (2020. április 1.). Monroe megye Morgan, Brown, Lawrence, Owen, Greene és Jackson megyékkel határos.

## Népesség
A megye népességének változása:
| Lakosok száma | 138 522 | 140 305 | 141 255 | 141 888 | 144 705 | 139 718 |
|               | 2010    | 2011    | 2012    | 2013    | 2015    | 2020    |